# Comté de Kershaw
Le comté de Kershaw est l’un des 46 comtés de l’État de Caroline du Sud, aux États-Unis. Il a été fondé en 1801. Son siège est la ville de Camden. Selon le recensement de 2010, la population du comté est de 61 697 habitants.

## Géographie
Le comté a une superficie de 1 917 km², dont 1 881 km² de terre ferme.

## Démographie
| 1800  | 1810  | 1820   | 1830   | 1840   | 1850   |
| ----- | ----- | ------ | ------ | ------ | ------ |
| 7 340 | 9 867 | 12 432 | 13 545 | 12 281 | 14 473 |

| 1860   | 1870   | 1880   | 1890   | 1900   | 1910   |
| ------ | ------ | ------ | ------ | ------ | ------ |
| 13 086 | 11 754 | 21 538 | 22 361 | 24 696 | 27 094 |

| 1920   | 1930   | 1940   | 1950   | 1960   | 1970   |
| ------ | ------ | ------ | ------ | ------ | ------ |
| 29 398 | 32 070 | 32 913 | 32 287 | 33 585 | 34 727 |

| 1980   | 1990   | 2000   | 2010   | - | - |
| ------ | ------ | ------ | ------ | - | - |
| 39 015 | 43 599 | 52 647 | 61 697 | - | - |

## Naissances célèbres
- Mary Lillian Ellison, catcheuse professionnelle